# Langåbrosprængningerne
Langåbrosprængningerne er sprængningerne af jernbanebroerne i Langå ved Randers under besættelsen af Danmark i 2. verdenskrig. De blev udført den 17. november 1943 af seks mand: Den tidligere finlandsfrivillige, sekondløjtnant Kaj Hoff, læge Jørgen Røjel, KU'eren og lederen for de to første sabotagegrupper i Randers, Sven Christian Johannesen, KU'eren violinist Ole Hovedskov, lærer Ejvind Jacobsen og KU'eren sparekasseassistent Oluf Akselbo Kroer.

## Aktionen
Efter ordre fra London skulle Langåbroerne sprænges i luften. Aktionen blev sat til 17. november 1943, og det tog tid at samle alt det sprængstof, man skulle bruge.
Om mandagen blev sprængstoffet kørt derud og gravet ned tæt ved. Om onsdagen gik det løs. Foruden den finlandsfrivillige Hoff og læge Røjel deltog KU'erne Svend Johansen (20), Oluf Kroer (27) og Ole Hovedskov (20). Derudover deltog også lederen af en FDF nedkastningsgruppe (de grupper der modtog våben, der blev kastet ned med faldskærm) Ejvind Jacobsen. Han deltog under kodenavnet "Ravn". 
Politibetjentene, der beskyttede broen, havde de lavet en aftale med (de må flygte til Sverige). De bagbandt dem, smed deres rifler i Gudenåen og satte dem i sikkerhed i passende afstand. Derefter tog sabotørerne deres cykler og fulgte hver deres rute hjem. Sprængningerne var beregnet til 10 minutter efter, at sprængblyanterne var trykket. 
Det var en bitter Jørgen Røjel, der kom hjem til lejligheden i Randers og gik i seng i den tro, at missionen var mislykkedes. Da han var ved at slumre hen, kom de forløsende brag. De drønede gennem Gudenåslugten resten af natten, og de sidste sprængninger kom kl. 7 om morgenen, da Gestapofolk og politi var fremme ved broen. Også "Ravn" nåede hjem ad veje med nyfalden sne og grubler over, om sporene ville afsløre ham. Det blev imidlertid et vidne, der var oppe i den tidlige morgen, som kom til at afsløre ham til tyskerne.

## Efterspil
Dagen efter den 19. november vrimlede det med Gestapofolk i Randers, og under deres finkæmning af byen blev 2 fra aktionen i Langå arresteret, Svend Johannesen i sin lejlighed og Oluf Akselbo Kroer på sin arbejdsplads. De havde begge en af politimændenes pistoler på sig og kunne umuligt bortforklare det. Herefter gav faldskærmsmanden  Ole Geisler ordre til, at alle indblandede skulle gå under jorden. 
Kaj Hoff gjorde det ikke og blev arresteret den 30. november ved en storrazzia i byen. Hoff blev stillet foran en glohed ovn med hænderne i vejret. Hoff, der var tidligere løjtnant i den finske hær, havde svoret, at han intet vil røbe, hvis han faldt i tyske hænder. Som en ordholdende mand valgte han, da pinslerne blev for hårde at fare på en af de tyske soldater. I hidsigt slagsmål tumlede de rundt, men tyskerne turde ikke skyde af frygt for deres kammerats liv. Da Hoff gav slip og sprang op mod et vindue for at undslippe, skød de ham i ryggen, og han døde.
Svend Johansen og Oluf Kroer var ikke de eneste, der blev arresteret dagen efter sprængningerne. Ole Hovedskou blev arresteret den 30. november og sendt til KZ-lejr, som han overlevede, men døde i 1951 pga. tuberkulosen fra lejrene.
Kun to slap med livet i behold, Jørgen Røjel som flygtede til Sverige den 30. november 1943, hvor han blev læge i Den Danske Brigade indtil han senere vendte tilbage til Danmark og modstandskampen og Ejvind Jacobsen som endnu var forholdsvis ukendt som modstandsmand, han kunne fortsat, i samarbejde med politibetjent og FDF´er som Ejvind Jacobsen, arbejde videre med deres FDF-modtagergruppe. De blev senere begge byledere i Randers.  
Den 9. juni 1944 blev kl. 6 om morgenen blev Ejvind Jacobsen, "Ravn" forsøgt anholdt. Han forklarede gennem den lukkede dør, at han lige skulle have noget tøj på, men han var stået op tidligere, da Gestapo havde for vane at ankomme tidligt. Han flygtede straks ved at fire sig ned i et hjemmelavet reb fra altanen på 2. sal, i boligkarreen Ryhaven i det centrale Randers, men da rebet var for kort, måtte han springe det sidste stykke og brækkede en fod i faldet. På trods af det lykkes det ham at flygte til Sverige.
To andre KU’ere og FDFére fra Randers, som ikke var med til Langåsprængningerne, fanges også: Anders W. Andersen og Otto Manley Christiansen. De dømmes sammen med en femte fra  Aarhus til døden. Henrettelserne i Skæring blev den første massehenrettelse under besættelsen. De lagde naturligvis hele Randers i sorg. Alle forlystelser var aflyst den dag. Kaj Munk, der også blev berørt af hændelsen, skrev i den anledning:
”Drenge, I drenge som døde – I tændte for Danmark i dybeste mulm en strålende morgenrøde”
Modstandsarbejdet i Randers blev for en tid knækket, da det meste af Randers-gruppen var optrevlet. Mange gruppeledere blev arresteret, og koordinatoren, ingeniør Christian Bach, måtte flygte til Sverige. Der var dog stadig folk tilbage, og stikkere, som afslørede indblandede, blev likvideret. Man hvervede nye folk og kom tilbage i fuld styrke.
Sprængningerne gav naturligvis genlyd uden for landets grænser og førte til, at Hitler spurgte Best, hvorfor han ikke kunne holde styr på et lille land som Danmark, og hvorfor i alverden han skulle lave martyrer. Fra det officielle England kom kort efter meddelelser om, at sabotagerne og krigssejlernes indsats var afgørende for, at Danmark kunne anses som allieret.
Sprængningerne ved Langå stoppede togdriften i 12 dage og blev dermed den største og mest betydningsfulde jernbanesprængning.

### Markering af årsdagen
Hvert år den 17. eller 18. november markeres årsdagen med taler, sange og et minuts stilhed på kassebroen umiddelbart ved siden af sprængningsstedet, hvorefter byens borgere går fakkeltog fra kassebroen til Kong Christian d. X's monument i Langå Bypark. I 2024 deltog endvidere et tambourkorps og flere såkaldte reenactors udklædt som danske modstandsfolk og amerikanske soldater med historiske køretøjer, alt på initiativ af en lokal politiker.